# アイ文庫
アイ文庫有限会社（アイぶんこ）は、東京都世田谷区に本社を置く、朗読を中心とした音声コンテンツ専門の制作会社。

## 概要
- オーディオブック、音楽等音声作品の企画･制作・その他

## 沿革
- 2001年1月30日 - 設立。
- 2001年 - FM番組、オリジナルテキストによる音声作品の制作を開始。

## 主な制作作品（朗読）
- 半七捕物帳シリーズ（作：岡本綺堂）
- 坊っちゃん（2002年制作 作：夏目漱石　朗読：相原麻理衣）
- 吾輩は猫である（2002年制作 作：夏目漱石　朗読：田中尋三）
- 方丈記（2003年制作 作：鴨長明 朗読：吉田早斗子）
- 鼻（2004年制作 作：芥川龍之介 朗読：榊原忠美）
- 夢十夜（2004年制作 作：夏目漱石 朗読：岩崎聡子）
- 彼岸過迄（2005年制作 作：夏目漱石 朗読：窪田涼子）
- 草枕（2005年制作 作：夏目漱石 朗読：渡部龍朗）
- 瓶詰地獄（2005年制作 作：夢野久作 朗読：林恭子）
- 誰も教えてくれなかったジャズの聴き方（2006年制作-ことのは出版との共同制作-　作：水城雄 朗読：森川凛）
- 銀河鉄道の夜（2006年制作-ことのは出版との共同制作-　作：宮沢賢治 朗読：渡部龍朗）
- 奥の細道（2006年制作-ことのは出版との共同制作-　作：松尾芭蕉 朗読：榊原忠美）
- それから（2006年制作 作：夏目漱石 朗読：渡部龍朗）
- 浸透記憶（2007年制作-ことのは出版との共同制作-　作：水城雄 朗読：坂野亜沙美）
- ありがとうみんな（2007年　朗読：小林沙也佳　音楽：水城雄 ）
- 門（2007年制作 作：夏目漱石 朗読：渡部龍朗）
- こころ（2007年制作 作：夏目漱石 朗読：岩崎聡子）
- わたげの旅立ち（2008年　朗読：小林沙也佳　音楽：水城雄 ）
- 戯作三昧（2008年制作 作：芥川龍之介 朗読：野々宮卯妙）
- 白い月（2008年　朗読：カルメン・マキ　音楽：水城雄）

## 主な制作作品（音楽）
- ゆりかごの歌（2006年　歌：Oeufs伊藤さやか　音楽：水城雄 ）
- ハナ（2006年　歌：永倉秀恵　作詞作曲：水城雄 ）
- quiet pictures（2008年　音楽：水城雄 ）